# Rozdroże pod Wielkim Szyszakiem
Rozdroże pod Wielkim Szyszakiem – węzeł ścieżek w Karkonoszach.
Skrzyżowanie dróg leśnych znajduje się na terenie Karkonoskiego Parku Narodowego, na zboczu góry Wielki Szyszak na wysokości 1220 m n.p.m. Przez węzeł prowadzi Ścieżka nad Reglami.

## Szlaki turystyczne
Biegną tędy szlaki tyrystyczne:
- zielony: Śnieżne Kotły - Przełęcz Karkonoska
- niebieski: Michałowice (Piechowice) - Przełęcz pod Śmielcem[1].